# Sidonops picteti
Sidonops picteti är en svampdjursart som beskrevs av Topsent 1897. Sidonops picteti ingår i släktet Sidonops och familjen Geodiidae.
Artens utbredningsområde är havet kring Indonesien. Inga underarter finns listade i Catalogue of Life.